# Gimnazjum
Gimnazjum (łac. gymnasium z gr. gymnásion, „miejsce służące gimnastyce”) – typ szkoły występujący w systemach edukacji niektórych państw świata.
Współcześnie, począwszy od czasów renesansu gimnazja to różnego typu szkoły średnie, ogólnokształcące i zawodowe, między innymi w Austrii, Niemczech, Danii, Szwecji, Norwegii. W Polsce gimnazja pojawiły się po reformie w latach trzydziestych XX wieku i funkcjonowały do roku 1948 oraz w latach 1999–2019 jako etap w procesie kształcenia pomiędzy szkołą podstawową i szkołą ponadpodstawową. Słownik języka polskiego wydawnictwa PWN definiuje gimnazjum jako szkołę ponadpodstawową przygotowującą uczniów do nauki w liceum lub szkole zawodowej. Na przestrzeni wieków gimnazja kształciły w zasadzie tylko młodzież męską. Gimnazja dla dziewcząt powstały w XIX wieku. 
W różnych krajach szkoła określana jako gimnazjum zajmuje różne miejsce w procesie kształcenia, na przykład w Niemczech gimnazjum oznacza szkołę średnią ośmioletnią lub dziewięcioletnią. Po jej ukończeniu jest możliwe podjęcie studiów wyższych przy spełnieniu dodatkowych warunków.
W Polsce gimnazjum miało mniejszą rangę i – w latach 1999–2019 – kształciło młodzież w wieku 13–16 lat. Dopiero jego ukończenie dawało możliwość podjęcia nauki w liceum, technikum lub zasadniczej szkole zawodowej. Ostatnie roczniki klas w latach szkolnych 2017/2018 oraz 2018/2019 były nazywane „oddziałami gimnazjalnymi”.

## Historia
W starożytnej Grecji gimnazjon był najczęściej rodzajem parku wraz z budynkiem przeznaczonym do uprawiania ćwiczeń fizycznych. Z czasem stał się miejscem organizowania spotkań towarzyskich i prowadzenia dysput filozoficznych i naukowych. Od czasów Nerona instytucja tego rodzaju funkcjonowała także w starożytnym Rzymie.
W epoce renesansu mianem gimnazjum zaczęto określać różnego rodzaju szkoły średnie, kształcące uczniów z nauk bardziej zaawansowanych niż znajomość abecadła i rachunków. Celem kształcenia był harmonijny rozwój zdolności ucznia w oparciu o spuściznę kulturową antyku poprzez studiowanie tekstów starożytnych w języku oryginału: łacina, greka, język hebrajski.
W 1538 Johannes Sturm, niemiecki humanista, pedagog i polemista kalwiński, założył gimnazjum humanistyczne w Strasburgu, na którym wzorowano się jeszcze w XIX w. Program nauczania w gimnazjum obejmował przede wszystkim języki klasyczne (łacina i greka) i lekturę dzieł starożytnych, a nawet język hebrajski oraz retorykę.
W XIX wieku i pierwszej połowie XX wieku celem kształcenia w gimnazjum było przygotowanie kandydatów do służby państwowej i korpusu oficerskiego. Kładziono nacisk na wygląd, ubiór i zachowanie się uczniów zgodne z rygorystycznie przestrzeganymi kanonami. Jednym z ważniejszych zabiegów policyjno-pedagogicznych był przymus noszenia mundurów (wraz z obowiązkową charakterystyczną czapką) przez uczniów, a częściowo i nauczycieli. W ten sposób w miejscach publicznych uczeń wyróżniał się z otoczenia i łatwo można było rozpoznać, do jakiej szkoły (a czasem nawet klasy) uczęszczał. Przedstawiła to m.in. powieść Syzyfowe prace Stefana Żeromskiego.
Na początku XIX wieku w Prusach utworzono nowy typ gimnazjum, określany jako gimnazjum klasyczne z przewagą języków obcych, zwłaszcza łaciny i greki. W Europie stało się ono wzorem elitarnej, ogólnokształcącej szkoły średniej (męskiej), przeważnie państwowej. Wtedy to ugruntował się system klasowo-lekcyjny, praktykowany do czasów obecnych. Pod koniec XIX wieku zaczęto nazywać gimnazjami także szkoły realne, a następnie nawet zawodowe.

## Gimnazja w Polsce od XVI wieku

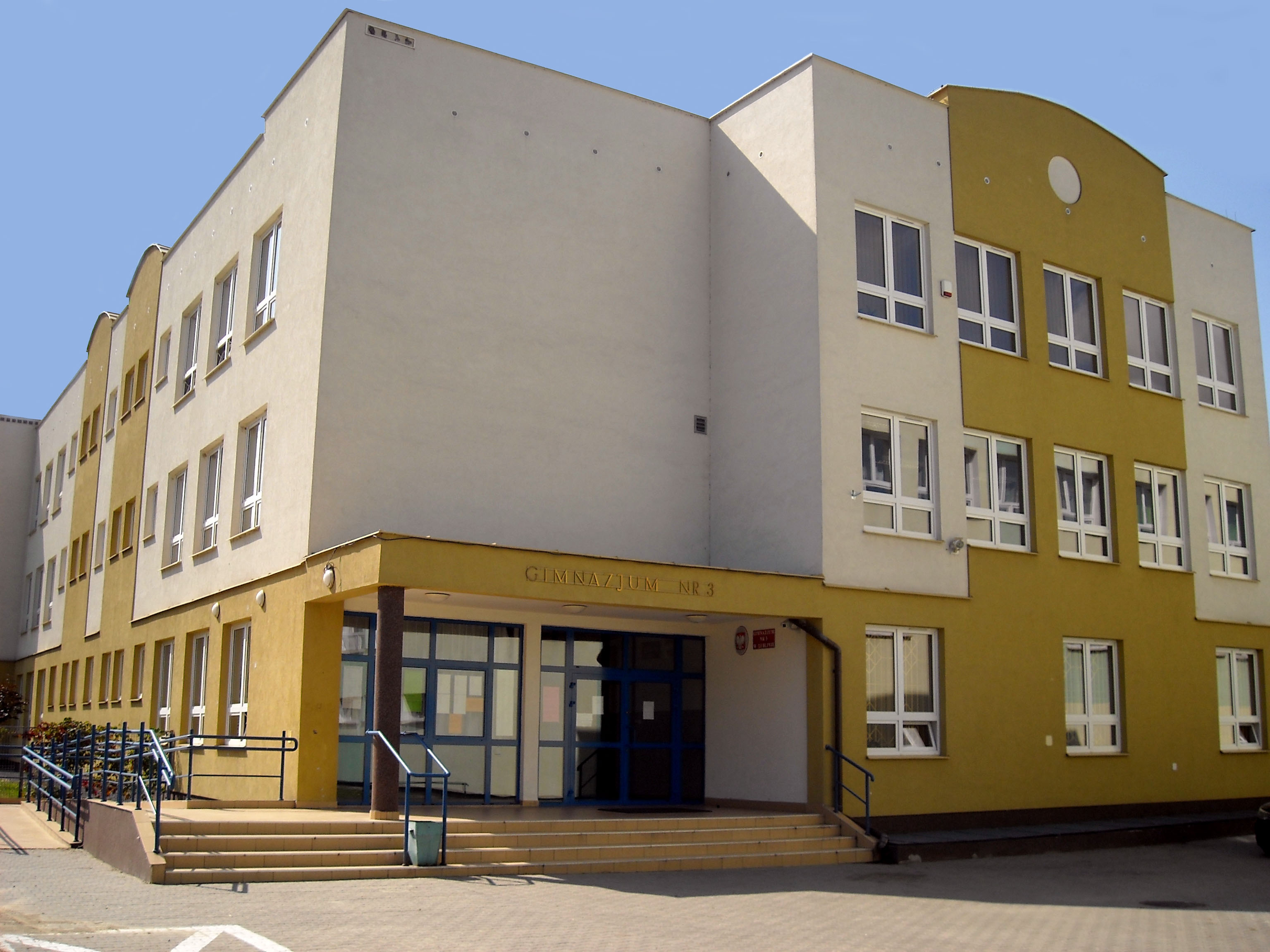
Budynek dawnego Gimnazjum nr 3 im. prof. Mieczysława Alberta Krąpca OP w Lublinie przy ul. Nałkowskich w dzielnicy Wrotków

### XVI wiek
W 1519 roku biskup Jan Lubrański założył w Poznaniu szkołę humanistyczną zwaną Akademią Lubrańskiego lub Kolegium Lubrańskiego, z kursami akademickimi, zorganizowaną na wzór uniwersytetu. Istniała ona do roku 1780. Nie było to jednak gimnazjum w ścisłym tego słowa znaczeniu, gdyż od uniwersytetu szkoła ta różniła się jedynie brakiem prawa do nadawania tytułów naukowych. Na obszarze współczesnej Polski powstały podobne do stworzonych w 1538 przez Johannesa Sturma w Strasburgu gimnazja, między innymi:
- XIII w., Gimnazjum Mariackie w Szczecinie
- 1558 r., Gimnazjum Akademickie w Gdańsku
- 1568 r., w Toruniu jako 6-klasowa luterańska szkoła średnia (schola particularis), 1594 r. rozszerzona do 12–13 lat nauki działała jako Toruńskie Gimnazjum Akademickie do roku 1793.

### Ziemie polskie pod zaborami
Na ziemiach polskich w XIX wieku państwa zaborcze (Rosja, Prusy oraz Austria) zakładały również gimnazja klasyczne z językiem nauczania odpowiednio rosyjskim albo niemieckim.

### II Rzeczpospolita
W dwudziestoleciu międzywojennym w systemie oświaty funkcjonowały ośmioklasowe gimnazja, do których uczęszczali uczniowie w wieku od 10 do 18 lat. Ustawa Sejmu II RP z 1932 roku wprowadzała w ramach reformy jędrzejewiczowskiej od 1 lipca 1932 roku nową strukturę systemu oświaty. Zniosła ona dwie pierwsze klasy dotychczasowego gimnazjum, klasy od III do VI stały się klasami nowego czteroklasowego gimnazjum, a klasy VII i VIII klasami dwuletniego liceum ogólnokształcącego. Warunkiem przyjęcia do klasy pierwszej czteroletniego gimnazjum było ukończenie 12. roku życia oraz wykazanie się wykształceniem objętym programem sześciu klas szkoły powszechnej trzeciego stopnia. Nauka w gimnazjum kończyła się świadectwem ukończenia gimnazjum nazywanym potocznie małą maturą. Funkcjonowanie gimnazjów zostało przerwane przez II wojnę światową. Gimnazja zostały zniesione w 1948 roku.

### III Rzeczpospolita
Gimnazja w polskim systemie oświaty pojawiły się ponownie 1 września 1999 roku. Wprowadziła je ustawa z 1998 roku o zmianie ustawy o systemie oświaty w ramach reformy systemu oświaty autorstwa ówczesnego ministra edukacji narodowej Mirosława Handkego będącej częścią programu czterech reform opracowanego i wdrażanego przez rząd Jerzego Buzka. Od tego roku gimnazjum było drugim, obowiązkowym poziomem kształcenia w Polsce. Uczęszczała do niego młodzież w wieku 13–16 lat, która ukończyła sześcioletnią szkołę podstawową. Pierwszym rocznikiem, który chodził do gimnazjum, był rocznik 1986, natomiast ostatnim rocznik 2003.
Nauka w gimnazjum trwała 3 lata i kończyła się ogólnopolskim egzaminem, od którego wyników w dużej mierze zależał wybór kolejnej szkoły. Pozytywne oceny opierane były na wynikach badania wykonanego przez PISA, wg którego wyniki uczniów opuszczających polskie gimnazja były we wszystkich zakresach wyższe od średniej krajów OECD. Krytycy funkcjonowania wprowadzonych w 1999 roku gimnazjów zarzucali wzrost agresji wśród uczniów i pojawienie się najbardziej agresywnych zachowań wśród młodzieży w wyniku ich powstania.
Od 2009 do 2019 roku w szkolnym planie nauczania gimnazjum występowały następujące zajęcia edukacyjne:
- język polski (450 godzin, czyli średnio 14 godzin w trzyletnim cyklu nauczania)
- języki obce nowożytne (450 godzin, czyli średnio 14 godzin w cyklu kształcenia, podzielone dowolnie między dwa języki, z których jednym powinien być angielski)
- muzyka (30 godzin, czyli średnio 1 godzina w trzyletnim cyklu nauczania)
- plastyka (30 godzin, czyli średnio 1 godzina w trzyletnim cyklu nauczania)
- historia (190 godzin, czyli średnio 6 godzin w trzyletnim cyklu nauczania)
- wiedza o społeczeństwie (65 godzin, czyli średnio 2 godziny w trzyletnim cyklu nauczania)
- geografia (130 godzin, czyli średnio 4 godziny zajęć w trzyletnim cyklu nauczania)
- biologia (130 godzin, czyli średnio 4 godziny zajęć w trzyletnim cyklu nauczania)
- chemia (130 godzin, czyli średnio 4 godziny zajęć w trzyletnim cyklu nauczania)
- fizyka (130 godzin, czyli średnio 4 godziny zajęć w trzyletnim cyklu nauczania)
- matematyka (385 godzin, czyli średnio 12 godzin w trzyletnim cyklu nauczania)
- informatyka (65 godzin, czyli średnio 2 godziny w trzyletnim cyklu nauczania)
- wychowanie fizyczne (385 godzin, czyli średnio 12 godzin w trzyletnim cyklu nauczania, z czego nie więcej niż połowa godzin może być realizowana w formie fakultetów)
- edukacja dla bezpieczeństwa (30 godzin, czyli średnio 1 godzina w trzyletnim cyklu nauczania)
- zajęcia artystyczne (przedmiot uzupełniający) (65 godzin, czyli średnio 2 godziny w trzyletnim cyklu nauczania; przedmiot realizowany w formie fakultetów)
- zajęcia techniczne (przedmiot uzupełniający) (65 godzin, czyli średnio 2 godziny w trzyletnim cyklu nauczania; przedmiot realizowany w formie fakultetów).

Odrębne rozporządzenia wyszczególniały inne zajęcia edukacyjne, nieobowiązkowe dla wszystkich uczniów, takie jak:
- religia lub etyka – przedmiot, realizowany we wszystkich klasach w wymiarze 190 godzin, czyli średnio 6 godzin w trzyletnim cyklu nauczania. Decyzja o uczęszczaniu na zajęcia uzależniona była od woli rodziców bądź samych uczniów, jeśli uzyskali oni pełnoletniość (uczeń mógł uczęszczać także na oba przedmioty albo żaden z nich)[11],
- zajęcia języka mniejszości narodowej lub etnicznej, zajęcia języka regionalnego i nauka własnej historii i kultury.

### Warunki ukończenia szkoły
Ukończenie gimnazjum wiązało się z przystąpieniem do egzaminu gimnazjalnego, bez względu na uzyskany wynik, a od 2010 także projektu edukacyjnego. Drugim warunkiem koniecznym było uzyskanie świadectwa ukończenia szkoły.

### Świadectwo szkolne w gimnazjum
W gimnazjum występowały dwa typy świadectw szkolnych: promocyjne (po ukończeniu klas I i II) oraz ukończenia gimnazjum (po klasie III). Świadectwo szkolne w gimnazjum miało wymiar A4 i było drukowane na pomarańczowym giloszu.

### Likwidacja gimnazjów w 2017 roku
W 2016 roku Ministerstwo Edukacji Narodowej przygotowało projekt ustawy likwidującej gimnazja oraz przywracającej 8-klasową szkołę podstawową, która została uchwalona przez Sejm, przyjęta przez Senat, podpisana przez Prezydenta RP i ogłoszona w Dzienniku Ustaw.
Do 31 marca 2017 roku władze samorządów terytorialnych w Polsce zostały zobligowane do opracowania nowej sieci szkół. Zespoły szkół, w ramach których funkcjonowały 6-letnia szkoła podstawowa i gimnazjum stawały się 8-letnią szkołą podstawową, natomiast samodzielnie działające gimnazja mogły zostać przekształcone w nową szkołę podstawową lub średnią, bądź włączone do nowopowstałych typów szkół.
Na gruncie przyjętych przepisów proces likwidacji gimnazjów rozpoczął się od roku szkolnego 2017/2018. Zaprzestano wówczas przyjmowania nowych roczników, natomiast uczniowie, którzy ukończyli w roku szkolnym 2016/2017 klasę VI szkoły podstawowej stali się uczniami VII klasy szkoły podstawowej. W roku szkolnym 2018/2019 ostatni rocznik uczniów klas III ukończył gimnazjum, kończąc tym samym proces wygaszania gimnazjów. Ostatecznie gimnazja uległy likwidacji 31 sierpnia 2019 roku.

## Rodzaje gimnazjów
Kształcenie w gimnazjum różni się zależnie od systemu oświaty danego państwa.
- w Polsce:
  - gimnazjum (ogólnodostępne)
  - gimnazjum prywatne
  - gimnazjum integracyjne – szkoła z oddziałami liczącymi od 15 do 20 uczniów, w których uczyło się od 3 do 5 uczniów niepełnosprawnych (np., niedosłyszących, niepełnosprawnych ruchowo, upośledzonych umysłowo w stopniu lekkim)
  - gimnazjum specjalne – szkoła, w której uczyli się uczniowie niepełnosprawni
  - gimnazjum akademickie – szkoły dla uczniów uzdolnionych (np. w Toruniu, Olsztynie)
  - gimnazjum dwujęzyczne – szkoły, w których część zajęć była prowadzona w nowożytnym języku obcym
  - gimnazjum zawodowe
  - gimnazjum dla dorosłych
- w innych krajach:
  - gimnazjum humanistyczne ukierunkowane na języki starożytne (łacina, greka) albo z przewagą języków nowożytnych
  - matematyczno-przyrodnicze, czasami łączone z profilem językowym nowożytnym
  - muzyczne
  - techniczne
  - sportowe
  - artystyczne.

W wielu gimnazjach wprowadzano zwiększoną liczbę godzin w tygodniu z danych przedmiotów zgodnie z zainteresowaniami uczniów, tworząc np. oddziały informatyczno-matematyczne – dodatkowe godziny z informatyki oraz matematyki, oddziały językowe – dodatkowe godziny z języka obcego lub dodatkowy język obcy.